# 34830 Annaquinlan
34830 Annaquinlan è un asteroide della fascia principale. Scoperto nel 2001, presenta un'orbita caratterizzata da un semiasse maggiore pari a 3,1541249 au e da un'eccentricità di 0,1040114, inclinata di 7,14176° rispetto all'eclittica.